# Porte d'Hérode
La porte d'Hérode (en hébreu שער הפרחים, Sha'ar Hapera'him / La porte des Fleurs), est une ouverture pratiquée dans les fortifications de la vieille ville de Jérusalem. Elle se situe au nord-est du quartier musulman de la cité. 
Son nom vient du fait qu'au Moyen Âge, les pèlerins ont longtemps pensé que le palais d'Hérode Antipas se trouvait à proximité. 
En 1099, durant la Première croisade, les assaillants chrétiens investirent la ville à partir de cet endroit.